# Wichita
Wichita (Kitikiti'sh, Pani Piqué, Panis Piques, Tattooed Pawnee, Black Pawnee; Tetovirani Poni, Črni Poni). Konfederacija plemen ali band ameriških Indijancev iz družine Caddoan z reke Canadian v Oklahomi in kasneje na območju Red Rivera v Teksasu. Od leta 1867 so bili nameščeni v rezervatu v okrožju Caddo, Oklahoma.

## Ime
Ime Wichita izvira iz wits, človek; man.'  Sami sebe imenujejo Kitikiti'sh ali raccoon-eyed people zaradi tetoviranja okoli oči. Tetovaža je ena izmed njihovih glavnih značilnosti, zato so jih imenovali tudi 'tetovirano ljudstvo', kar v jeziku Indijancev Kiowa glasi Do'gu'a, pri Komančih pa Do'kana. Te zgodnje nazive Francozov in drugih Indijancev so Američani kasneje prevedli kot Prickled Panis in zaradi videza, ki ga je prispevala ta navada, tudi Speckled Pawnee ali Freckled Panis. Tudi zgodnji Francozi so uporabljali naziv, ki govori o tej navadi tetoviranja in jih povezuje z Indijanci Pawnee, to je Panis Piqués ali Pani Piqué (edninska oblika). Pogosti nazivi Panis v različnih oblikah njihovega imena (oblika imena Pawnee) se pojavljajo zaradi njihove sorodnosti z Indijanci Pawnee, in preko njih jih ta sorodnost povezuje tudi z Arikarami, plemenom, ki se je po vsej verjetnosti ločilo od Indijancev Skidi (podplemena Pawnee). Wichite so bili zaradi svoje sorodnosti s Poniji v zgodnjih časih imenovani tudi Black Pawnee ali Panis noirs.
Eden prvih nazivov, ki se nanašajo na Wichite, je naziv Quivira, ki ga najdemo v Coronadovih kronikah in je označeval deželo, v kateri so živeli Indijanci, ki so prebivali v slamnatih kolibah. Da je bila Quivira dežela Wichita indijancev lahko potrdi tudi eden od nazivov Komančev, ki so jih slikovito imenovali tudi Sónik'ni, oziroma "grass lodges." Drugi naziv za Wichite pri Komančih je bil Pitchinávo, ali "painted breasts", kar nam še bolj potrjuje, kako pomembna je bila navada tetoviranja pri tem ljudstvu. Drugi nazivi so manj znani, nekateri pa so neznanega pomena, to so: Hinásso pri Indijancih Arapaho; Höxsúwitan (Šajeni); Mítsitá (Kansa); Quirasquiris, zgodnja francoska oblika naziva Wichita Kitikiti'sh; Pányi Wacéwe (Chiwere). Oblike Kirikiris, Kirikurus ali Kitikitish se pojavljajo tudi kot ime ene izmed njihovih band. Španska oblika Guichita je varianta od Wichita.

## Plemena in lokalne skupine
Antropolog Frederick Webb Hodge (1846–1965) pravi, da so bile Wichite konfederacija, ki so jo sestavljala plemena Wichita proper (?), Tawehash (Tayovayas), Tawakoni (Tawakarchu), Waco, Yscani, Akwesh, Asidahetsh, Kishkat in Korishkitsu. Po Swantonu so plemena Tawakoni, Waco, Tawehash in Yscani neodvisna plemena, medtem ko so Akwits ali Akwesh, Kirikiris, Isis, Tokane in Itaz bande, ki so se občasno pojavljale v zgodovini Wichit. Mooney (1928) ime Kirishkitsu obravnava kot možno ime Indijancev Wichita za pleme Kichai, medtem ko Asidahetsh in Kishkat ostajata neidentificirana. Imena Indijancev Tokane in Isis (Swanton) so povezana s plemenom Yscani, vendar Lesser in Weltfish (1932) identificirata Indijance Waco kot stare skupine Isis in Tokane, morda pa sta to tudi obe.

## Zgodovina
Wichite v svoji najzgodnejši znani zgodovini živijo v osrednjem Kansasu in se širijo v Oklahomo in Teksas. So ljudje, ki jih Francisco Coronado leta 1541 obišče v provinci Quivira. Juan de Padilla in trije drugi frančiškani, ki so ga spremljali, se bodo odpravili raziskovat današnji Jugozahod in se bodo znašli v taboru Wichita, vendar bo tri leta kasneje (morda 1544) ubit. Kasneje (1662.) Perujec iz Lime, Diego Dionisio de Peñalosa Briceño y Berdugo, sicer tudi guverner Novega Mehike od 1661 do 1664, je organiziral ekspedicijo v Quiviro. V to pustolovščino se je podal v spremstvu 80 Špancev, 36 voz različnih velikosti, 800 konj in 300 mul, ter dobro opremljen s strelivom. Don Diego Dionisio de Penalosa je na reki "Mischipi" (Mississippi) sklenil mir s plemenom Escanxaques, neidentificiranim plemenom, ki ga povezujejo z Yscani ali Kansami. V bitki naj bi takrat umrlo 3.000 Indijancev iz province Quivira. Vendar so bili Wichite na jug potisnjeni šele okoli leta 1765 s strani nekaterih drugih plemen, zato so se naselili na območju Red Rivera, po čemer je sledilo več epidemij črnih koz (1801, 1839), zadnja pa je bila leta 1902. Leta 1836 so Wichite skupaj s Komanči, Caddo in Kiowami sodelovali v napadu na Fort Parker, pri čemer so Indijanci ugrabili več ljudi, med njimi tudi devetletno Cynthio Ann Parker (okoli 1825-okoli 1871), mater legendarnega poglavarja Quanaha Parkerja. Kasneje, v drugi polovici 19. stoletja, so bili prisiljeni na pogoste selitve, zato so med državljansko vojno pobegnili v Kansas in na koncu v Oklahomo, potem ko so leta 1872 vsa svoja zemljišča prepustili ZDA. Leta 1990 je njihovo število znašalo 1.200 (na celotnem območju ZDA), večina pa jih živi s potomci Indijancev Waco in Tawakoni v Oklahomi. Po podatkih NAHDB jih je bilo leta 2000 2000.
Doris Jean Lamar-McLemore, zadnja govorka jezika wichita, je umrla 30. avgusta 2016.

## Etnografija
Vsakdanje življenje
Wichite so polnomadsko ljudstvo, ki živi od lova in gojenja tipičnih indijanskih kultur: koruze, fižola, tobaka in drugega. Njihove hiše so bile narejene iz slame, v obliki sena, vendar so v času lova na bizone prebivali v usnjenih tepee šotorih. Oblačila so bila iz strojene kože, 'leggingsi' (nogavice) in predpasniki, ter mokasini, ki so jih nosili tako moški kot ženske. Ženske Wichita od pasu navzgor niso nosile nobenih oblačil. Moški so se tetovirali in nosili kodre skalpov.
Sistem sorodstva
Otroci pri Wichitih do približno 10. leta živijo z materjo, medtem ko dečki po tem dobivajo pouk od očetov in stricev, pri čemer je treba omeniti, da je njihov sistem sorodstva podtipa 'matri-havajski', kar pomeni, da vse brate in sestre dečkovega očeta imenuje  'matere'  in  'očete' , vse materine sestre imenuje  'matere' , vendar hkrati njenih bratov ne imenuje očetov. Vse otroke očetovih bratov imenuje  'brate'  in  'sestre' .  .